# Taynah Espinoza
Taynah Buchweitz Espinoza (Porto Alegre, 16 de julho de 1988) é uma jornalista esportiva brasileira. Atualmente, é  apresentadora e comentarista esportiva do canal TNT Sports. Taynah é sobrinha do falecido técnico de futebol Valdir Espinosa.

## Biografia
Taynah se formou em Jornalismo pela PUC-RS (Pontifícia Universidade Católica do Rio Grande do Sul) em 2011 e começou a carreira como estagiária no departamento de comunicação do Grêmio.
Em 2010, estreou na afiliada da Rede Bandeirantes em Porto Alegre como estagiária e produtora de rádio, além de ter feito a interatividade da edição gaúcha do programa Jogo Aberto. Tempos depois, em 2013, ganhou a chance de trabalhar como repórter e apresentadora e se mudou para São Paulo, onde teve a oportunidade de cobrir a seleção brasileira na Copa do Mundo de 2014. Em abril de 2015, se desligou da emissora.
Foi contratada pelo Esporte Interativo em julho de 2015. Na emissora, apresentou o programa Caderno de Esportes, além das transmissões de partidas de futebol, onde cobriu quatro finais de Liga dos Campeões in loco. Durante a Copa do Mundo de 2018, apresentou um programa diário na emissora.